# Llista d'associats de Jeffrey Epstein

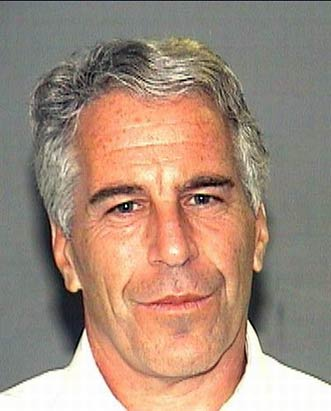
Fotografia de Jeffrey Epstein presa el 2006, després d'una de les seves acusacions.

La llista d'associats de Jeffrey Epstein és una llista de persones que van ser anomenades com a contactes en la xarxa de tràfic sexual de l'empresari i milionari estatunidenc Jeffrey Epstein. Els documents judicials es van donar a conèixer al públic el 3 de gener de 2024 i revelaven procediments judicials prèviament sota secret de sumari.
Tot i que aquests documents van revelar detalls inèdits del procediment i de les relacions amb els clients d'Epstein, no incloïen específicament una llista de clients, i la majoria dels noms esmentats als documents no vol dir que hagin comès o hagin estat acusats de cap delicte.
Aquesta llista forma part dels documents que es van publicar a partir d’una demanda per difamació presentada el 2015 per Virginia Giuffre, una de les denunciants d’Epstein, contra Ghislaine Maxwell, l’examant i l’exsòcia del multimilionari condemnada el 2022 a 20 anys de presó per ajudar-lo a abusar sexualment de menors d’edat.

## Rerefons
Durant una demanda per difamació del 2015 de Virginia Giuffre dirigida als dos condemnats Ghislaine Maxwell i Jeffrey Epstein, es va presentar al tribunal una llista de noms de persones que s'associaven amb Epstein a la seva xarxa de tràfic sexual. El cas es va resoldre finalment el 2017, encara que la llista no es faria pública fins al 3 de gener de 2024.
El 18 de desembre de 2023, la jutge de Nova York Loretta Preska va ordenar que els noms de més de 150 associats d'Epstein fossin revelats el primer de gener de 2024. Qualsevol persona nomenada en aquests documents tenia temps fins aquella data per a apel·lar perquè se li retirés el nom.
El 3 de gener de 2024, Preska va anunciar en un comunicat judicial que «el Tribunal va rebre consultes de dos citats en els documents que buscaven romandre sota el secret de sumari de la causa» i que ambdues apel·lacions estaven en revisió. Els noms de les dues persones citades (que rebien els números 107 i 110) no es van donar a conèixer amb els documents. L'encàrrec va confirmar la revelació de la resta de noms en la mateixa data.
PACER, un sistema de documents electrònics, i DocumentCloud, un servei d'intercanvi d'arxius, van caure i patir problemes d'estabilitat en línia just després de l'alliberament dels documents. Alguns mitjans de comunicació, inclòs The Guardian, van afegir un enllaç al document complet de 943 pàgines.

## Noms
Els documents inclogueren 187 noms, alguns dels quals feien referència a la mateixa persona, i algunes entrades estaven relacionades amb els noms de persones que llavors ja eren mortes. Preska va assenyalar que molts noms no encriptats durant el secret de sumari de la causa ja havien estat identificats prèviament, tant pels mitjans de comunicació com durant el judici penal de Maxwell.
Els noms més notables de la llista inclouen l'expresident dels Estats Units d'Amèrica Bill Clinton, el princep britànic Andreu de York o el cantant estatunidenc Michael Jackson, tot i que aquest darrer mai va rebre cap massatge i Epstein mai va rebre el número de Jackson. La BBC va informar que un portaveu havia revelat els comentaris de Clinton fets el 2019, quan havia afirmat que «no sabia res» dels «crims terribles» d'Epstein.